# Доможаковский сельсовет
Доможаковский сельсовет — сельское поселение в Усть-Абаканском районе Хакасии.
Административный центр — аал Доможаков.

## История
Статус и границы сельского поселения установлены Законом Республики Хакасия от 15 октября 2004 года № 73 «Об утверждении границ муниципальных образований Таштыпского района и наделении их соответственно статусом муниципального района, сельского поселения»

## Население
| 2002  | 2010  | 2012  | 2013  | 2014  | 2015  | 2016  |
| ----- | ----- | ----- | ----- | ----- | ----- | ----- |
| 1550  | ↘1549 | ↘1542 | ↗1560 | →1560 | ↗1594 | ↘1584 |
| 2017  | 2018  | 2019  | 2020  | 2021  |       |       |
| ↗1596 | ↘1564 | ↘1544 | ↘1537 | ↘1241 |       |       |

## Состав сельского поселения
В состав сельского поселения входят 6 населённых пунктов:
| № | Населённый пункт     | Тип населённого пункта      | Население |
| - | -------------------- | --------------------------- | --------- |
| 1 | Доможаков            | аал, административный центр | ↗1069     |
| 2 | Кирба                | посёлок                     | ↗20       |
| 3 | Оросительный         | посёлок                     | ↘171      |
| 4 | Посёлок имени Ильича | посёлок                     | ↗143      |
| 5 | Трояков              | аал                         | ↘21       |
| 6 | Тутатчиков           | аал                         | ↘125      |

## Местное самоуправление
Администрация
аал Доможаков, Механизаторская,  46-В
Глава администрации
- Ощенкова Марина Васильевна